# 克爾皮尼什鄉
45°47′14″N 20°54′16″E / 45.7872°N 20.9044°E
克爾皮尼什鄉（羅馬尼亞語：Comuna Cărpiniș, Timiș），是羅馬尼亞的鄉份，位於該國西部，由蒂米什縣負責管轄，面積51平方公里，海拔高度81米，2002年人口5,118，人口密度每平方公里101人。